# 1952年ヘルシンキオリンピックのジャマイカ選手団
1952年ヘルシンキオリンピックのジャマイカ選手団（1952ねんヘルシンキオリンピックのジャマイカせんしゅだん）は、1952年7月19日から8月3日にかけてフィンランドの首都ヘルシンキで開催された1952年ヘルシンキオリンピックのジャマイカ選手団、およびその競技結果。

## 概要
今大会は金メダル2個、銀メダル3個、合計5個のメダルを獲得した。

## メダル
| メダル | 選手名                                                                        | 競技 | 種目           |
| ------ | ----------------------------------------------------------------------------- | ---- | -------------- |
| 金     | ジョージ・ローデン                                                            | 陸上 | 男子400m       |
| 金     | アーサー・ウィント レスリー・レイング ハーブ・マッキンリー ジョージ・ローデン | 陸上 | 男子400mリレー |
| 銀     | ハーブ・マッキンリー                                                          | 陸上 | 男子100m       |
| 銀     | ハーブ・マッキンリー                                                          | 陸上 | 男子400m       |
| 銀     | アーサー・ウィント                                                            | 陸上 | 男子800m       |